# Masis FC
Masis Football Club (arménsky: Մասիս Ֆուտբոլային Ակումբ) byl arménský fotbalový klub sídlící ve městě Masis. Klub byl založen jako Urmia Masis, zanikl v roce 1994.

## Historické názvy
- Urmia Masis FC (Urmia Masis Football Club)
- 1993 – Masis FC (Masis Football Club)

## Umístění v jednotlivých sezonách
Zdroj:
Legenda: Z - zápasy, V - výhry, R - remízy, P - porážky, VG - vstřelené góly, OG - obdržené góly, +/- - rozdíl skóre, B - body, červené podbarvení - sestup, zelené podbarvení - postup, fialové podbarvení - reorganizace, změna skupiny či soutěže
| Arménie (1992 – 1993) |                       |        |    |    |   |    |    |    |     |    |        |
| Sezóny                | Liga                  | Úroveň | Z  | V  | R | P  | VG | OG | +/- | B  | Pozice |
| 1992                  | Aradżin chumb         | 2      | 26 | 10 | 6 | 10 | 41 | 33 | +8  | 26 | 13.    |
| 1993                  | Aradżin chumb – sk. A | 2      | 22 | 7  | 5 | 10 | 27 | 51 | -24 | 19 | 7.     |